# دائرة الكتاب السينمائيين

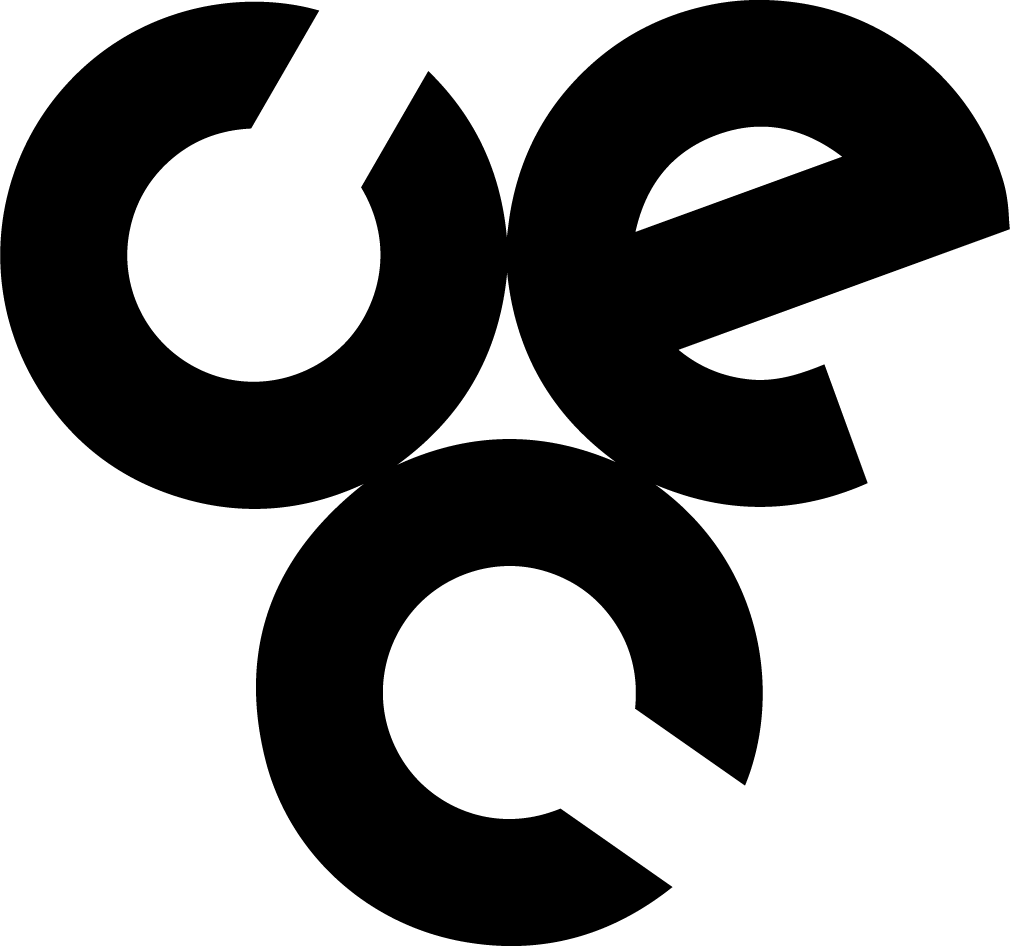
دائرة الكتاب السينمائيين

دائرة الكتاب السينمائيين (بالإنجليزية: Cinema Writers Circle) (بالإسبانية: Círculo de Escritores Cinematográficos) CEC مؤسسة غير ربحية خاصة تجمع الكتاب، ونقاد السينما في إسبانيا من أجل إنشاء، ودعم، وتعزيز الأنشطة الثقافية المتعلقة بالجوانب المختلفة للفيلم. تقيم المنظمة في كل عام، حفل توزيع الجوائز، المعروف باسم بريميوس CEC، لتكريم أعلى الإنجازات في الفيلم الإسباني. قام بتأسيس «دائرة الكتاب السينمائيين» في عام 1945 في مدريد، كل من: فرناندو فيولا - لويس غوميز ميسا - كارلوس فرنانديز كوينكا - خواكين لويس روميرو مارشنت - بيو غارسيا فينولاس - فرانسيسكو هيرنانديز بلاسكو - أدريانو ديل فالي - بيو باليستيروس - فرناندو ميريلو - خوسيه دي جونزييت - دومينغو فرنانديز باريرا - فرناندو مينديز لايت - لويس فيغيرولا - أنطونيو باربيرو - أنطونيو كريسبو.
الهدف الأساسي للدائرة هو «حماية ونشر فن الأفلام». من بين الأعضاء البارزين في الدائرة اليوم: ألفونسو سانشيز - خوسيه ماريا غارسيا إسكوديرو - باسكوال سيبولادا - رافايلا رودريغيز - خوسيه لويس غارسي - فرناندو مينديز لايت، ومن بين الأعضاء الفخريين إنغمار بيرغمان، وفيديريكو فيليني، وكانتينفلاس.
تقوم المنظمة منذ عام 1946، بتكريم المتفوقين في مجال السينما للعام السابق، باستثناء عام 1988-1990، عندما تم تعليق الحفل.

## فئات الجوائز الأصلية
أفضل فيلم / أفضل مخرج / أفضل ممثل / أفضل ممثلة / أفضل ممثل مساعد / أفضل ممثلة مساعدة / أفضل تصوير سينمائي / أفضل تصميم مجموعة / أفضل موسيقى / أفضل قصة / أفضل سيناريو / اختيار النقاد / أفضل تكيف أدبي.

## وصلات خارجية
https://www.imdb.com/event/ev0000179/2021/1 دائرة الكتاب السينمائيين
https://www.imdb.com/event/ev0000179/2019/1/ دائرة الكتاب السينمائيين
https://www.imdb.com/event/ev0000179/2018/1/ دائرة الكتاب السينمائيين
https://www.imdb.com/event/ev0000179/2017/1/ دائرة الكتاب السينمائيين
https://www.imdb.com/event/ev0000179/2016/1/ دائرة الكتاب السينمائيين
https://www.imdb.com/event/ev0000179/2014/1/ دائرة الكتاب السينمائيين
https://www.imdb.com/event/ev0000179/2013/1/ دائرة الكتاب السينمائيين
https://www.imdb.com/event/ev0000179/2012/1/ دائرة الكتاب السينمائيين
https://www.imdb.com/event/ev0000179/2011/1/ دائرة الكتاب السينمائيين
https://www.imdb.com/event/ev0000179/2010/1/ دائرة الكتاب السينمائيين